# Cristina Gheorghe
Cristina Viorica Gheorghe (* 24. April 1986 in Slobozia, Rumänien) ist eine rumänisch-stämmige italienische Handballspielerin. Sie ist sowohl im Hallenhandball wie auch in der Variante Beachhandball italienische Nationalspielerin. Sie spielt auf der Position der rechte Rückraumspielerin, im Beachhandball auch als Specialist.

## Hallenhandball
Gheorghe begann ihre Karriere bei den Frauen 2010 beim Erstligisten ASD HC Sassari, der in den Jahren zuvor der Spitzenverein Italien war. In ihrer ersten Saison unterlag sie mit ihrer Mannschaft der neuen stärksten Mannschaft ITC Salerno in den Finalspielen. Zudem gewann sie mit ihrem Verein den italienischen Pokal. 2010/11 nahm erreichte sie mit Sassari die dritte Runde im EHF-Europapokal der Pokalsieger, 2011/12 schied sie in der zweiten Runde aus. 2012 wechselte sie wie ein Gutteil der übrigen Nationalspielerinnen zum Perspektiv-Team Esercito-FIGH Futura Roma, das zunächst außer Konkurrenz in der ersten Liga spielte, danach in der ersten Liga Sloweniens und gegen andere Mannschaften des Balkans, wechselte. Ziel war die Qualifikation für die Olympischen Sommerspiele 2016 in Rio de Janeiro, die jedoch verpasst wurde. 2012/13 schied sie mit der Verbandsmannschaft in der dritten Runde des EHF Challenge Cup gegen H 65 Höör aus. Nach der Auflösung der Mannschaft wechselte Gheorghe in ihr Geburtsland Rumänien in die erste Liga zu HC Dunărea Brăila. In der ersten Saison feierte sie mit ihrer Mannschaft die Vizemeisterschaft hinter CSM București. In den beiden folgenden Jahren platzierte Gheorghe sich mit Brăila nur auf dem neunten Rang. 2016/17 und 2017/18 nahm sie mit Brăila am EHF-Pokal an. In der ersten Saison scheiterte sie in der dritten, in der zweiten in der zweiten Runde jeweils an Byåsen IL aus Norwegen. 2019 wechselte sie zum Erstliga-Absteiger CSM Galați, dem Nachfolgeverein des aufgelösten CSU Danubius Galați, mit dem Gheorghe in der aufgrund der COVID-19-Pandemie abgebrochenen Saison 2019/20 den Wiederaufstieg in die vergrößerte erste Liga feierte. Im November 2021 wurde sie vom ungarischen Erstligisten Szombathelyi KKA verpflichtet.
Mit der A-Nationalmannschaft scheiterte Gheorghe jedes Mal an der Qualifikation für Welt- und Europameisterschaften, so 2014, 2016, 2018 und 2020 zur EM sowie 2015 und 2017 zur WM. Bei den Mittelmeerspielen 2018 wurde Gheorghe mit Italien Sechste.

## Beachhandball
Im Beachhandball gehört Gheorghe seit 2013 der italienischen Nationalmannschaft an. Ihr erstes Turnier bestritt sie bei den Europameisterschaften 2013 in Randers. Nach einer durchwachsenen Vorrunde zog Italien als Drittplatzierte Mannschaft in die Hauptrunde, wo alle weiteren Spiele verloren wurden und Italien als Gruppenletzte in das Viertelfinale einzog. Dort unterlag Gheorghe mit ihrer Mannschaft klar der Auswahl Ungarns. Nachdem die weiteren Platzierungsspiele gegen Spanien und Russland gewonnen wurden, schloss Italien das Turnier auf dem fünften Platz ab. Gheorghe bestritt alle elf Spiele und erzielte 30 Punkte.
Es folgte die Teilnahme an den Europameisterschaften 2015 in Lloret de Mar. Italien startete mit einer sehr guten Leistung in das Turnier, fünf der sechs Vorrundenspiele konnten gewonnen werden. Nur weil Ungarn, gegen die man verloren hatte, und Russland bei derselben Siegquote eine bessere Treffer-Differenz aufwiesen, war Italien nur Gruppendritte. Da man mit Ungarn in die Hauptrunden-Gruppe kam und dort noch gegen Spanien und die Ukraine verloren, beendeten sie die Hauptrunde als Gruppenletzte. Im Viertelfinale traf Italien somit auf die Ersten der anderen Gruppe, die Niederlande, konnten diese aber im Shootout schlagen. Im Halbfinale unterlag Italien erneut den späteren Titelträgerinnen aus Ungarn, konnte aber im Spiel um die Bronzemedaille dieses Mal Spanien schlagen. Beide Spiele wurden erst im Shootout entschieden. Im Gruppenspiel gegen Polen erzielte Gheorghe, die alle möglichen elf Spiele betritt, mit zehn Punkten die meisten ihrer Mannschaft. Insgesamt erzielte sie 24 Punkte. Bei den Mittelmeer-Beachgames 2015 in Pescara gewann Gheorghe mit der italienischen Mannschaft den Titel und schlug im Finale die Auswahl Griechenlands.
Im Jahr darauf trat Gheorghe mit Italien bei den Weltmeisterschaften 2016 in Budapest an. Während in der Vorrunde gegen die europäischen Konkurrentinnen aus Spanien und Ungarn verloren wurde, konnten die außereuropäischen Mannschaften aus Ungarn, Australien und Argentinien geschlagen werden. Als Gruppendritte zog Italien in die Hauptrunde ein. Hier gab es eine deutliche Niederlage gegen das Weltklasse-Team aus Brasilien, ebenso gegen Norwegen. Einzig gegen die Vertretung aus Taiwan konnte im Shootout gewonnen werden. Damit verpasste Italien als gruppenvorletzte Mannschaft das Halbfinale und spielte noch einmal gegen Taiwan um den Abschlussrang fünf, das Spiel wurde in zwei Sätzen von Italien für sich entschieden.
Die Europameisterschaften 2017 am Jarun-See in Zagreb verliefen für Italien eher schwach. Nur die beiden Auftaktspiele gegen Kroatien und die Schweiz konnten von Gheorghe und ihrer Mannschaft zunächst gewonnen werden. Danach wurden sowohl die beiden Vorrunden-Gruppenspiele als auch alle Spiele der Hauptrunde gingen danach verloren. Gegen Kroatien war sie mit 17 wie gegen Griechenland mit sechs Punkten beste Werferin Italiens. Als Gruppenletzte zogen die Italienerinnen in die Gruppenspiele um die Platz neun bis 12 ein. Erst das allerletzte Spiel gegen die Ukraine konnte noch einmal gewonnen werden, womit Italien am Ende den elften Platz von 15 Mannschaften belegte. Gegen Frankreich mit acht und Kroatien mit zehn Punkten erzielte sie sie meisten italienischen Punkte. Gheorghe kam in allen zehn Spielen zum Einsatz und erzielte 85 Punkte.

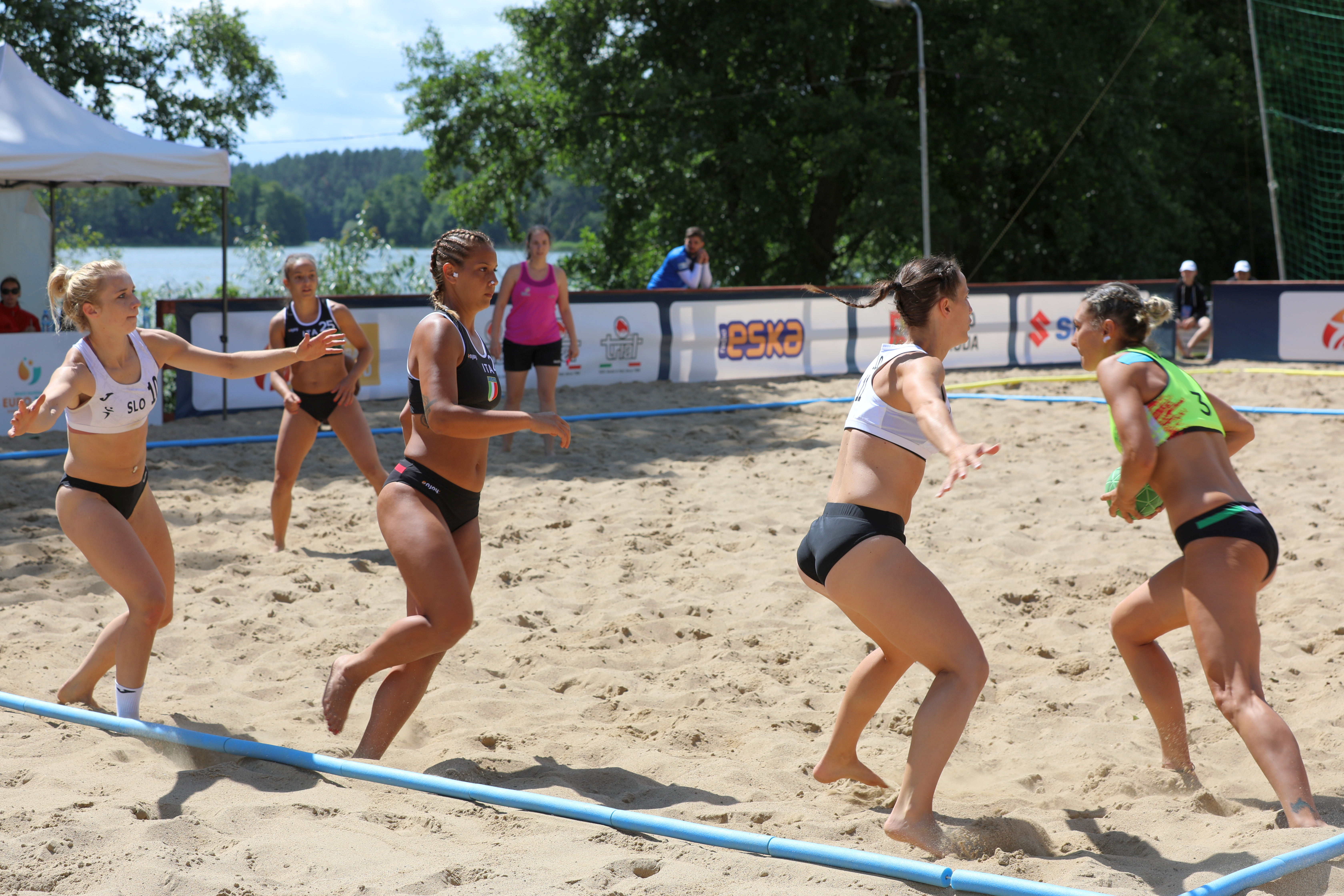
Gheorghe (rechts) initiiert einen Angriff im Vorrundenspiel der EM 2017 gegen Slowenien. Von links: Kaja Krebs, Cyrielle Lauretti Matos und Tara Jonović.

Auch die Europameisterschaften 2019 im polnischen Stare Jabłonki verliefen für Gheorghe und Italien ähnlich schwach. Mit Slowenien und der Schweiz konnten erneut nur zwei Mannschaften geschlagen werden und Italien ging mit einer Hypothek von zwei Niederlagen in die Hauptrunde, wo auch die drei weiteren Spiele verloren wurden. Gegen die Ukraine war sie mit 12 Punkten die beste italienische Scorerin. Damit war Italien Gruppenletzte und musste in Überkreuz-Spielen um die Ränge zwischen neun und 16 spielen. Auch hier wurde zunächst im Shootout gegen die Türkei verloren, bevor gegen Portugal wieder gewonnen werden konnte. Im abschließenden Spiel um den 13. Platz unterlag Italien Frankreich und belegte den 14. von 20 Mannschaften. Einmal mehr bestritt Gheorghe alle zehn Spiele und erzielte 69 Punkte. Damit war sie mit Abstand die beste Werferin ihrer Mannschaft. Bei den Mittelmeer-Beachgames 2019 in Patras gewann Gheorghe mit Italien die Bronzemedaille gegen Tunesien, nachdem Italien im Halbfinale im Shootout an Portugal gescheitert war.

## Erfolge
| Hallenhandball Italienische Meisterschaften - 2011 Rumänische Meisterschaften - 2017 Italienischer Pokal - 2011 Mittelmeerspiele - 2018: 6. | Beachhandball Beachhandball-Weltmeisterschaften - 2016 5. Europameisterschaften - 2015 Mittelmeer-Beachgames - 2015 - 2019 |